# スビアーコ
スビアーコ（伊: Subiaco）は、イタリア共和国ラツィオ州ローマ県にある、人口約8,500人の基礎自治体（コムーネ）。
ローマの東約50km、アニエーネ川の上流の山あいに位置する町である。
西方教会における修道制度の創設者として知られる聖ベネディクトゥス（聖ベネディクト）は、この地の洞窟で隠修生活を行い、最初の修道院を建てた。ベネディクト会の修道院は、グレゴリウス7世をはじめとする教皇たちの庇護を受けて発展し、とくに11世紀から12世紀にかけて大きな繁栄を見せた。また、イタリアで最初の活版印刷（1465年）が行われたのはこの地である。サンタ・スコラスティカ修道院や、聖ベネディクトゥスが生活した「聖なる洞窟」サクロ・スペコ（Sacro Speco）は観光地としても知られている。

## 名称
古代のラテン語名称はSublaqueum（スブラクエウム）で、これは「湖の下」を意味する。
日本語文献では「スビアコ」とも表記される。

## 地理

### 位置・広がり
ローマ県東部、ヴァッレ・デッラニエーネのコムーネである。スビアーコの集落はシンブルイーニ山地 (it:Monti Simbruini) 南西麓のアニエーネ川河畔に位置し、ティーヴォリから東南東へ約24km、フロジノーネから北西へ約38km、ローマから東へ約51km、ラクイラから南西へ約54kmの距離にある。

#### 隣接コムーネ
隣接するコムーネは以下の通り。
- カメラータ・ヌオーヴァ - 北
- ヴァッレピエトラ - 東
- イェンネ - 南東
- アルチナッツォ・ロマーノ - 南東
- アッフィーレ - 南
- ロッカ・サント・ステーファノ - 西
- カンテラーノ - 西
- アーゴスタ - 北西
- チェルヴァーラ・ディ・ローマ - 北西

### 地勢
町域の南西部を、アニエーネ川が南東方向（イェンネ方面）から北西方向（アーゴスタ方面）に流れる。スビアーコの集落はその右岸（北側）、標高408mの地点に位置している。北東部はシンブルイーニ山地 (it:Monti Simbruini) が占め、Monte Livata (1429 m) や Monte Calvo (1591 m) といった山がある。

### 気候分類・地震分類
スビアーコにおけるイタリアの気候分類 (it) および度日は、zona D, 2034 GGである。
また、イタリアの地震リスク階級 (it) では、zona 2B (sismicità media) に分類される。
- スビアーコを流れるアニエーネ川
- アニエーネ川に架かるサン・フランチェスコ橋 (en) （1358年建設）
- アニエーネ川沿いの道から見上げるサクロ・スベコ

## 歴史

### 古代

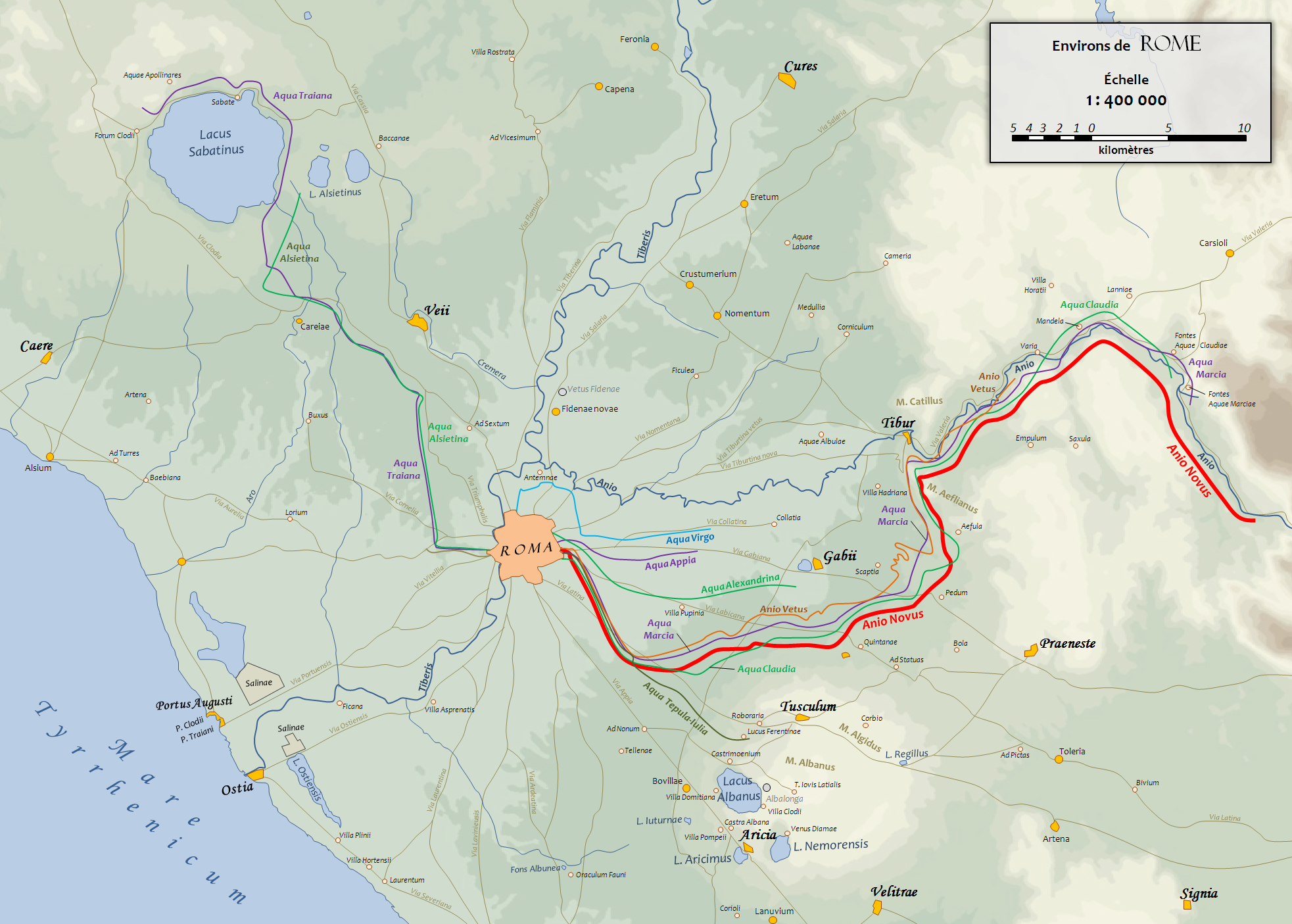
新アニオ水道の経路

この地域の古代の住民は、イタリック系のアエクイ族であったが、紀元前304年にローマ人によって征服された。ローマ人たちはアエクイ族の文明を導入し、アニエーネ川（ラテン語名はアニオ川）の水を利用した。
皇帝ネロ（在位：54年 – 68年）は、避暑地となっていたこの地に豪華な別荘（ヴィラ）を建設し、3つのダム (Subiaco Dams) を築いて娯楽目的の人工湖を造った。湖の付近につくられた町は、「湖の下」を意味するスブラクエウム（Sublaqueum）の名で呼ばれ、これが現在の都市名の由来となっている。これらの人工湖は、トラヤヌス帝（在位：98年 - 117年）により、ローマに水を供給する新アニオ水道の新たな水源として利用された。52年に完成した新アニオ水道は、当初はダムよりも下流にあたる場所で取水していたが、不純物の問題を解消する上でダム湖の利点が見出されたのである。
スビアーコに建設されたダムのうち最大のものは50mの堤高を持っていた。1305年に、老朽化したこのダムが洪水によって破壊されるまで、世界で最も高いダムであった。ローマ帝国が崩壊すると、ヴィラも町も放棄され、廃墟同然となった。

### 中世

#### 修道院の建設と発展

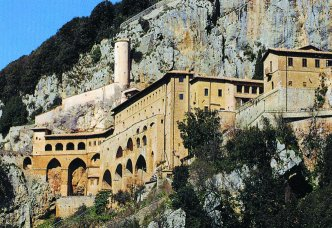
サクロ・スペコ修道院

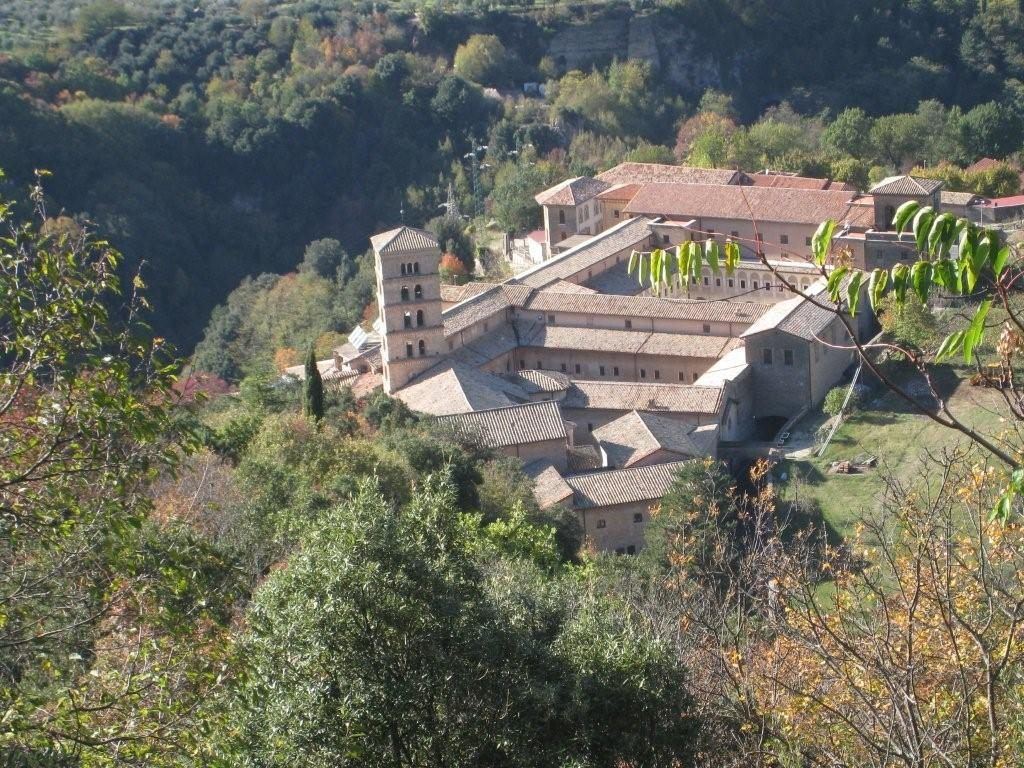
サンタ・スコラスティカ修道院

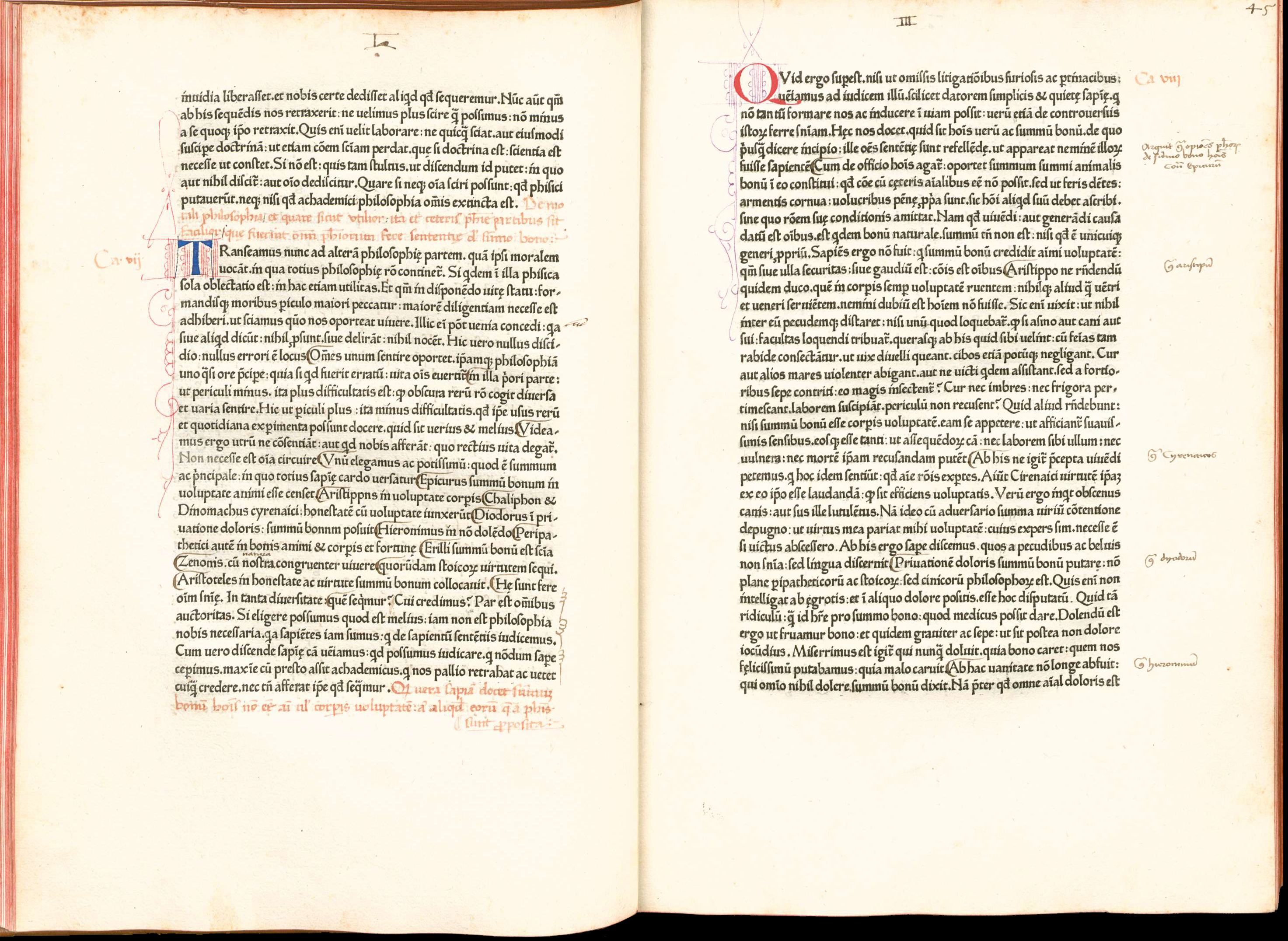
スビアーコで印刷された De divinis institutionibus (1465)

ヌルシア（現在のウンブリア州ノルチャ）の貴族の家系に生まれたベネディクトゥス（聖ベネディクト、480年頃 - 547年）は、14歳で隠遁の生活に入り、アニオ川のほとりの洞窟に3年間暮らした。ベネディクトゥスの隠修生活を物心両面で支えたのは、スビアーコの隠者ロマヌス (Romanus of Subiaco) であった。ベネディクトゥスはこの洞窟（のちにサクロ・スペコと呼ばれる）において、修道会の理念やベネディクト会の組織を着想した。彼は12の修道院を建て（そのうちの一つはサクロ・スペコであった）、それぞれに修道士が配置された。ベネディクトゥスに共鳴して多くの修道士が集まったが、地元の司教との軋轢も生じ、529年頃にベネディクトゥスは80kmほど南東のモンテ・カッシーノ（現在のフロジノーネ県カッシーノ市）に修道院を開いて移っている。
スビアーコの修道院群の中心となるサンタ・スコラスティカ修道院 (Abbey of Saint Scholastica, Subiaco) は、サクロ・スペコから1マイル半ほどの場所に位置し、もともとは520年にベネディクトゥスによって建設された修道院である。601年にロンバルド人によって破壊され、およそ1世紀にわたって放置されたが、8世紀初頭にヨハネス7世（在位：705年 - 707年）の命によって再建された。この際、ベネディクトゥスと彼の妹スコラスティカに奉献された。840年、サラセン人によって修道院は破壊されたが、854年の文書に再建が記録されている。この年に教皇レオ4世（在位：847年 - 855年）は、ベネディクトゥスとスコラスティカに捧げられた祭壇を（シルウェステル1世に捧げられた祭壇とともに）聖別したと言われている。さらに981年にはハンガリー人による破壊を受けたが、すぐに再建された。ベネディクトゥス7世（在位：974年 - 983年）は新しい教会を聖別し、修道院は聖スコラスティカに奉献されるものとなった。
1052年には、教皇レオ9世（在位：1049年 - 1054年）がさまざまな紛争の解決のためにスビアーコを訪れている。教皇グレゴリウス7世（在位：1073年 - 1085年）も同様の訪問を行い、その庇護によって修道院は大きな富と権勢を持った。グレゴリウス7世によって枢機卿に叙された修道院長ヨハネス5世は、洞窟を年ごとの巡礼の目的地として整備し、新しい道路を建設して祭壇を聖別した。スビアーコの修道院に特別な好意を寄せた教皇パスカリス2世（在位：1099年 - 1118年）により、スビアーコの修道院はティヴォリ司教の管轄から独立した（現代も、教会行政上スビアーコ周辺には司教区ではなく修道院区 (Territorial abbey) が設定されている (it:Abbazia territoriale di Subiaco) ）。1203年には教皇インノケンティウス3世が修道院を訪問し、修道院の資産はさらに増加した。

#### イタリア最初の活版印刷
修道士には多くのドイツ出身者がおり、スビアーコにはドイツの技術・科学・芸術が集まった。印刷技術者のアルノルト・パナルツとコンラート・スヴァインハイム (Arnold Pannartz and Konrad Sweynheim) は、スビアーコに印刷機を設置し、De Oratore（キケロ『雄弁術』、1465年印刷）や De divinis institutionibus（ラクタンティウス『神聖教理』、1465年印刷）、De Civitate Dei（アウグスティヌス『神の国』、1467年印刷）などを印刷した。これらは Subiaco Press と呼ばれ、イタリアで印刷された最初の活版印刷物（インキュナブラ）であり、またはじめてローマン体の活字が用いられた事例である。

#### 修道院の俗化
宗教的な熱情が低下するにつれて、修道院の中ではさまざまな争いや不和が生じるようになった。1364年、バルトロメオ修道院長は、法皇の命によって「手に負えない修道士」の一部を退去させている。
教皇ウルバヌス6世（在位：1378年 - 1389年）は、修道士による修道院長選挙の権利を奪い、教皇庁のメンバーを修道院長の職に任命して行政にあたらせるとともに収入を与えることとした。1455年、教皇カリストゥス3世は、修道院長の職を枢機卿の聖職禄とした。その最初はスペインのフアン・デ・トルケマダ (Juan de Torquemada (cardinal)) であり、二人目はロドリーゴ・ボルジア（のちの教皇アレクサンデル6世）であった。ロドリーゴは かつて教皇の夏の離宮であった Castrum Sublacence を改築し、修道院長職の聖職禄を受ける者（commendatory abbot）の住居とした。これらの修道院長の多くは、修道士たちの宗教生活に意を払うことは少なかった。例えば、1506年から修道院長の聖職禄を受けたリエーティ司教ポンペオ・コロンナ (Pompeo Colonna) は、修道院の財産を浪費し、ふさわしくない臣下に収入を与えた。修道士共同体からの苦情を受け、1510年にユリウス2世は調整を行い、修道院の財産を回復した。修道士たちは精神的な目的のためにスビアーコ修道院とファルファ修道院 (Farfa Abbey) （現在のリエーティ県ファーラ・イン・サビーナ）とを統合したが、これは長続きしなかった。修道院長職はその後も枢機卿の聖職禄として推移した。また、同じベネディクト会の中でスビアーコ、ファルファ、モンテ・カッシーノの各修道院間の争いがあり、またイタリア人修道士とドイツ人修道士の対立も絶えなかった。

### 近世以後
その後19世紀まで、修道院と都市について残された記録は少ない。ナポレオンのフランス軍は、1798年から1799年、および1810年から1814年にかけて都市に入城し、修道院や教会を略奪した。1849年と1867年に、ジュゼッペ・ガリバルディは、教皇による支配を覆し、イタリアを統一する彼の計画を実現させるために都市を占領した。最終的にこの都市がイタリア王国の一部となるのは、1870年のことである。
20世紀初頭、この地域では国家によるインフラ整備（鉄道や、水力発電所、水道の建設）が進められた。電気は家庭にも普及し、病院も建設された。第二次世界大戦では、スビアーコは連合軍の飛行機による爆撃を受けた。

## 行政

### 山岳部共同体
広域行政組織である山岳部共同体「アニエーネ山岳部共同体」 (it:Comunità montana dell'Aniene) （事務所所在地: アーゴスタ）に属する。

## 行政

### 分離集落
スビアーコには、以下の分離集落（フラツィオーネ）がある。
- Monte Livata - Campo dell'Osso, Vignola, La Torre - Ponte Lucidi

## 文化・観光
「イタリアの最も美しい村」クラブ加盟コムーネである。

## 交通

### 道路
国道・主要道路
- SR411 (it:Strada statale 411 Sublacense) 
〔ロヴィアーノ - アーゴスタ〕 - スビアーコ - 〔ヴィーコ・ネル・ラーツィオ〕

### 鉄道
1901年に、マンデーラとスビアーコを結ぶマンデーラ＝スビアーコ線 (it:Ferrovia Mandela-Subiaco) が開業したが、1933年に廃止された。

## 人物

### 著名な出身者
- ルクレツィア・ボルジア - ルネサンス期の女性。アレクサンデル6世の娘、チェーザレ・ボルジアの妹
- ジーナ・ロロブリジーダ - 女優
- フランチェスコ・グラツィアーニ - サッカー選手

### ゆかりの人物
- ヌルシアのベネディクトゥス（聖ベネディクトゥス） - 5-6世紀の修道士。当地に修道院を建設。ベネディクト会創設者。
- スビアコのプラキドゥス (Saint Placidus)  - 6世紀の修道士、ベネディクトゥスの弟子。カトリック教会・東方教会の聖人。